# Fort de Santiago do Outão
Le fort de Santiago do Outão est une fortification militaire côtière située au nord de l'embouchure de Sado dans la freguesia de Nossa Senhora da Anunciada (pt), sur le territoire de la municipalité de Setúbal (district de Setúbal, Portugal),.
Le fort de Santiago de Sesimbra, auquel étaient subordonnées : le fort de Santiago do Outão, le fort de Santa Maria da Arrábida, le fort de São Teodósio da Ponta do Cavalo, le fort de São Domingos da Baralha et le Fort de Nossa Senhora do Cabo, à Espichel, constituaient les défenses côtières de Sesimbra.
Il abrite actuellement l' hôpital orthopédique Santiago do Outão. Il est classé Immeuble d'intérêt public depuis 1977.

## Historique
La plus ancienne structure identifiée à Outão est un phare et une tour de guet qui a été érigé par Jean Ier de Portugal en 1390. En 1572, sous le règne de Sébastien Ier, la tour de guet a subi une expansion majeure et a été entourée de murs fortifiés et transformée en forteresse par Afonso Álvares. Le fort a résisté à un siège du duc d'Albe pendant la crise de succession portugaise de 1580.

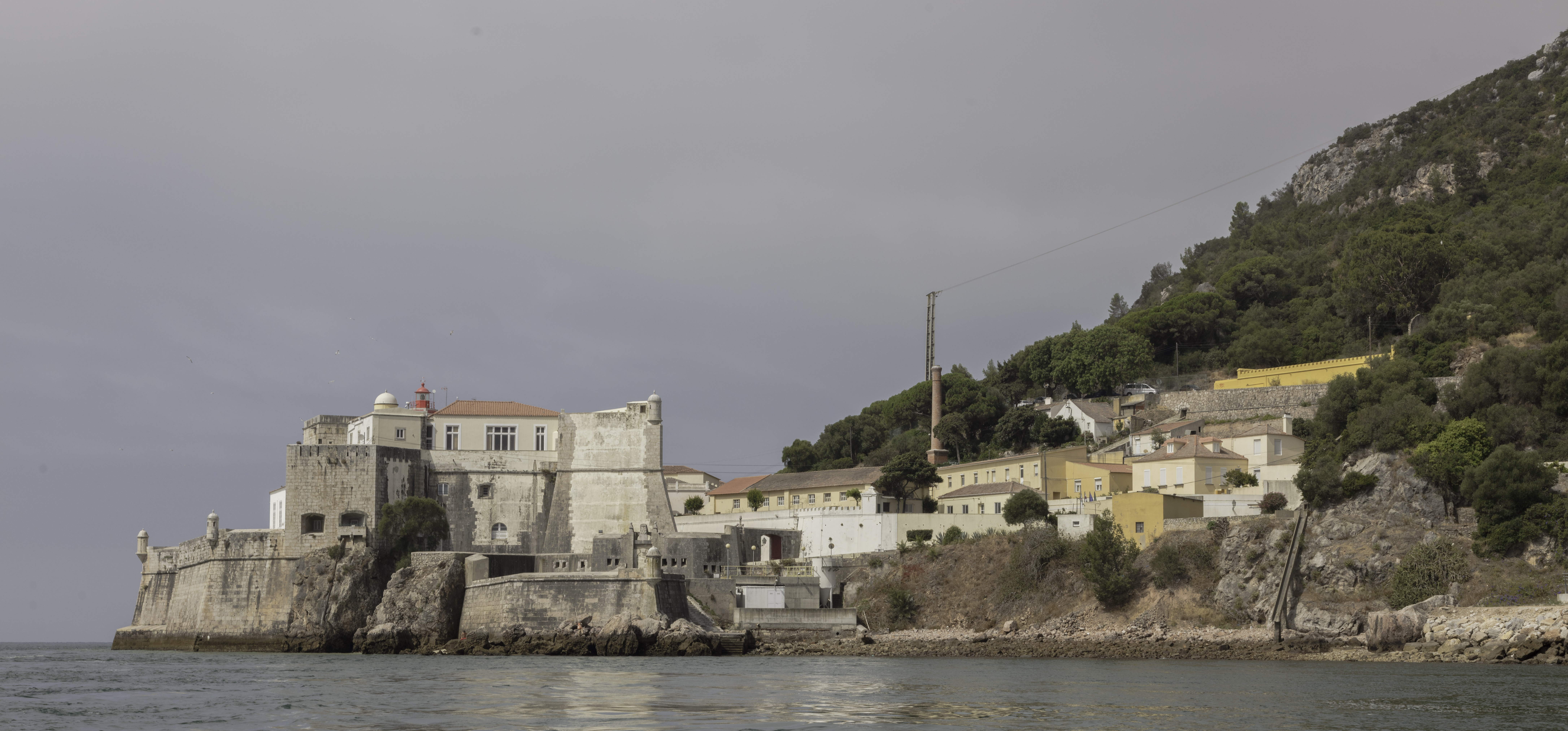

Santiago do Outão resta fidèle à Philippe III jusqu'au 8 décembre 1640, pendant la guerre des restauration portugaise. Le fort subit une rénovation sous le règne de Jean IV à partir de 1643 afin de fournir de meilleures défenses à l'entrée du port de Setúbal. La reconstruction du fort fut achevée en 1657.
Au XIXe siècle, le fort fut désaffecté et transformé en prison. En 1890, Santiago do Outão fut à nouveau transformé, cette fois en palais d'été pour Charles Ier de Portugal. De 1900 à 1909, le fort servit de sanatorium pour le traitement de la tuberculose. Enfin, le complexe fut transformé en hôpital orthopédique Santiago do Outão en 1909, qu'il conserve encore aujourd'hui.

## Galerie

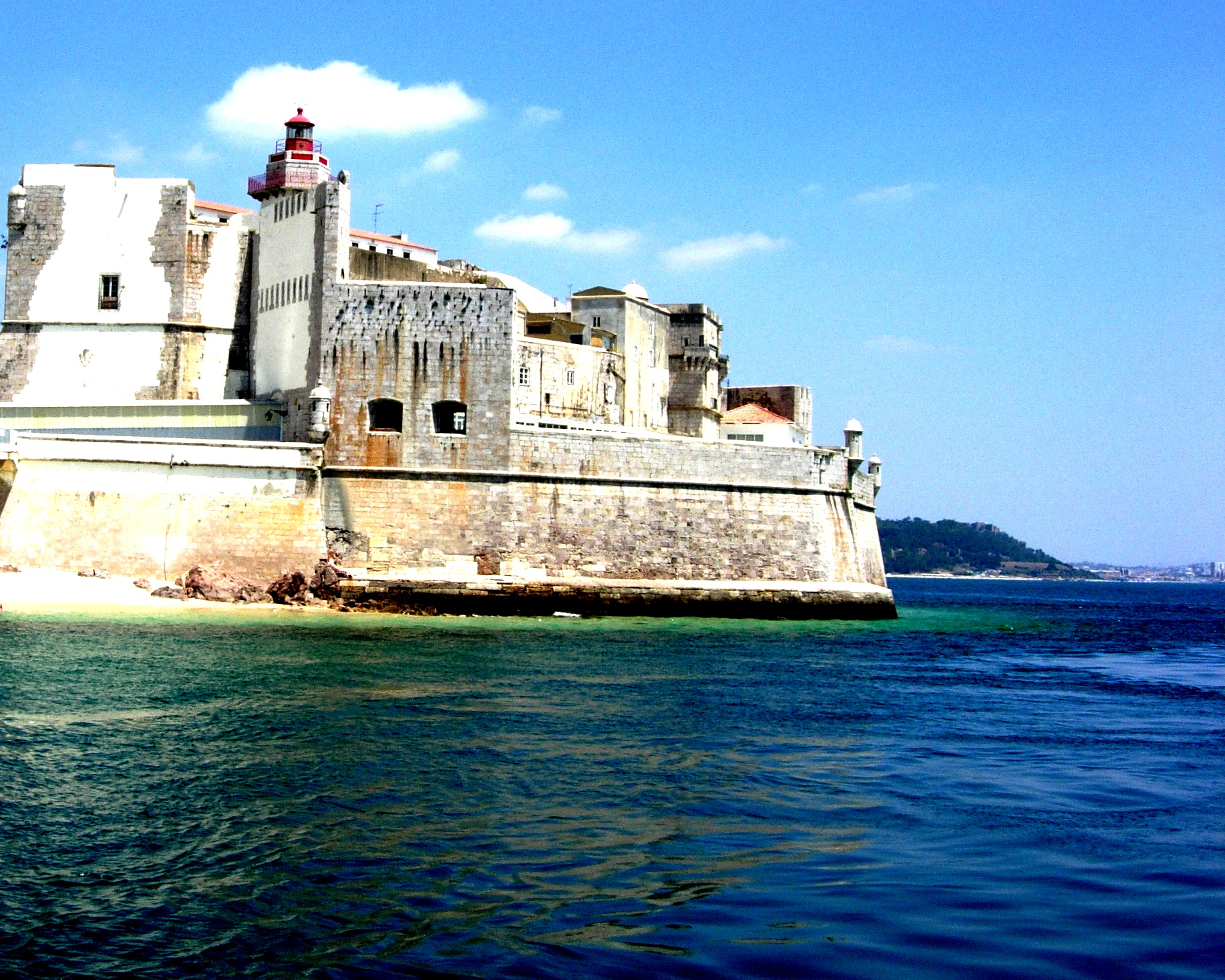
Le fort et le phare.
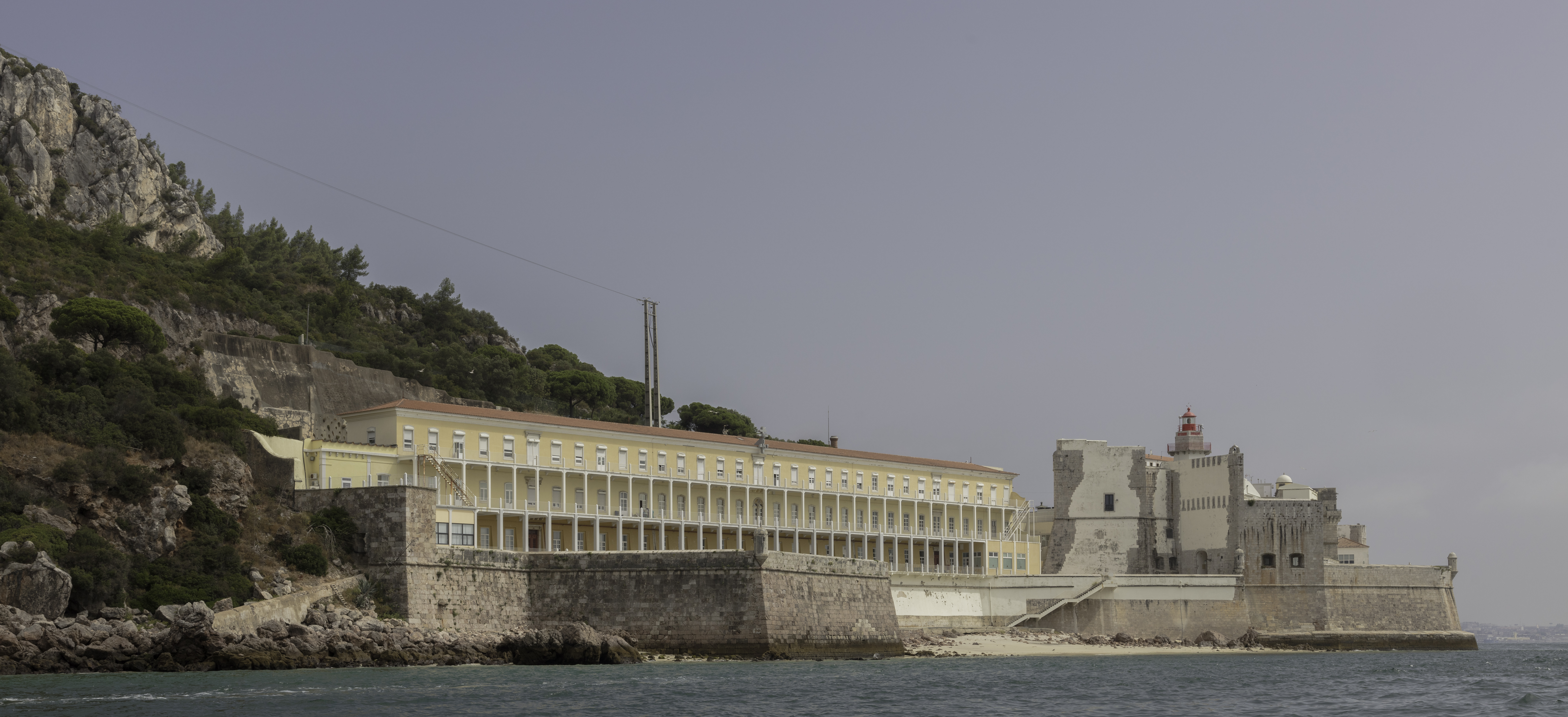
L'hôpital.